# Pai Francisco
Pai Francisco é um personagem central do auto do Bumba-Meu-Boi, uma das mais emblemáticas manifestações da cultura popular do Maranhão e do Brasil. Representado como um vaqueiro negro, sua figura está intimamente ligada à narrativa que envolve o desejo de Mãe Catirina, a morte e a ressurreição do boi. Pai Francisco personifica temas como resistência, crítica social e identidade cultural, sendo considerado um dos pilares do enredo dramático e cômico que estrutura essa tradição folclórica.

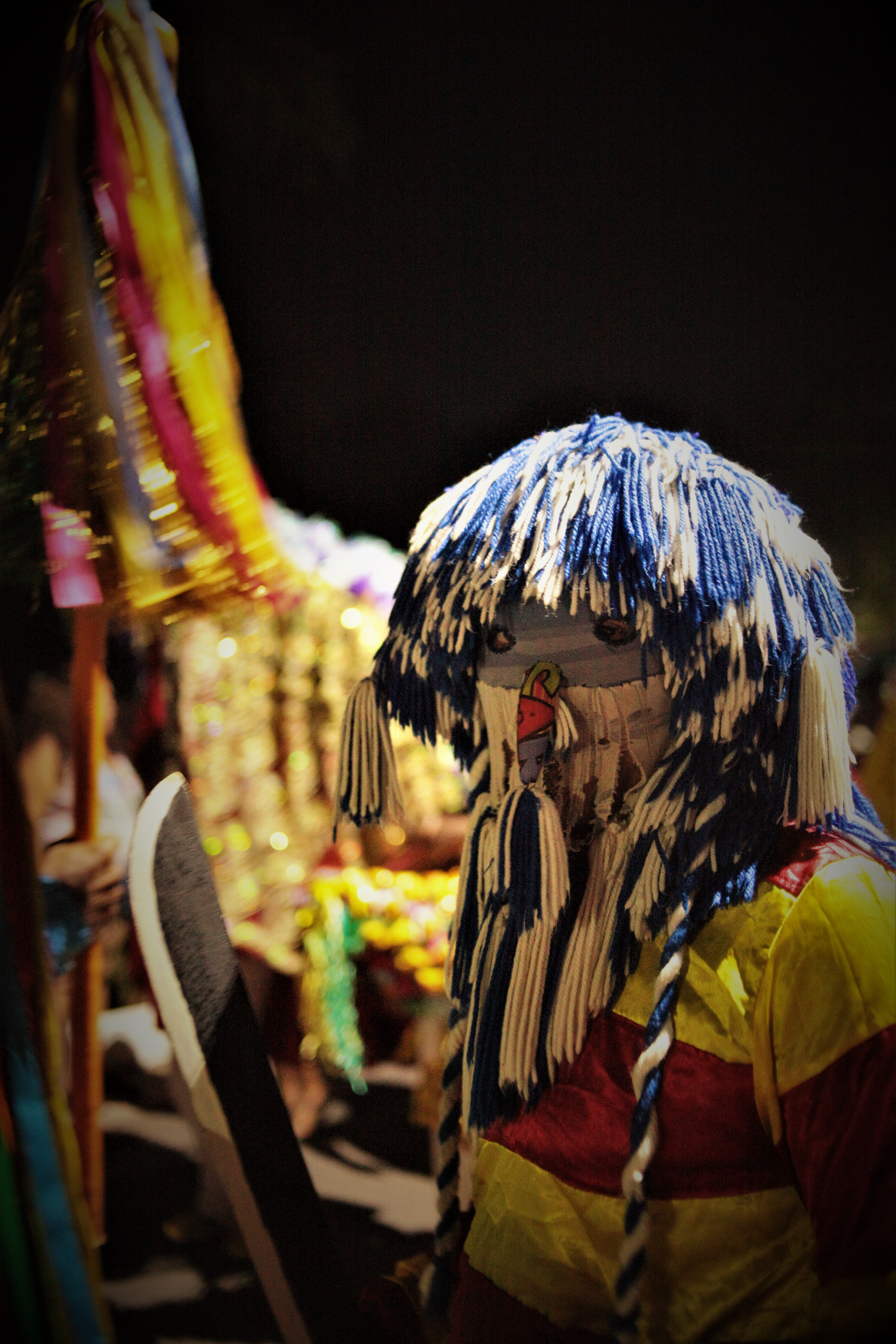
Pai Francisco

## Importância cultural e simbólica
Pai Francisco é reconhecido como um elemento vital do Complexo Cultural do Bumba-Meu-Boi do Maranhão, que foi registrado como Patrimônio Cultural do Brasil pelo Instituto do Patrimônio Histórico e Artístico Nacional (IPHAN) em 30 de agosto de 2011 , e posteriormente reconhecido como Patrimônio Cultural Imaterial da Humanidade pela UNESCO em dezembro de 2019.
Pai Francisco é uma das figuras mais marcantes do Bumba Meu Boi. Representado como um vaqueiro negro, muitas vezes chamado também de Negro Chico, ele ocupa um papel essencial na história contada pela festa. É por causa de suas ações que tudo acontece: para atender ao desejo de sua esposa grávida, Mãe Catirina, ele mata o boi mais valioso da fazenda, iniciando o ciclo de morte e renascimento que estrutura o enredo.
Mas Francisco não é apenas um personagem cômico ou folclórico. Ele reflete questões profundas da cultura popular maranhense, como as relações de poder, a criatividade das camadas populares e a crítica social escondida sob a leveza do espetáculo. Ao desafiar o patrão, ele simboliza o confronto entre o trabalhador subalterno e a autoridade, trazendo à tona temas ligados à resistência e à sobrevivência.
Mesmo cometendo um ato que rompe com a ordem: matar o boi, Pai Francisco quase sempre é perdoado no final, e a história termina em festa. Esse desfecho carrega um peso simbólico importante: aponta para uma vitória moral daquele que, mesmo marginalizado, consegue transformar sua situação por meio da astúcia e da força coletiva.
Apesar do foco muitas vezes recair sobre ele, o ponto de partida da história é o desejo de Catirina. É esse impulso que obriga Francisco a agir, revelando também o poder da maternidade como força transformadora. Pesquisadores como Tácito Borralho destacam que, por trás da figura do "herói" Francisco, é Mãe Catirina quem realmente move a narrativa.
A história de Pai Francisco nasce das vivências do povo maranhense, especialmente das zonas rurais e do passado escravocrata. Sua figura sintetiza elementos africanos, indígenas e europeus, formando um símbolo poderoso da mistura cultural que caracteriza o Bumba Meu Boi.
Hoje, Pai Francisco é reconhecido oficialmente como parte do patrimônio cultural do Brasil e do mundo. Ele representa muito mais que um personagem de folguedo: é um retrato vivo das lutas, esperanças e invenções populares que moldam a identidade maranhense.

## Origens
A história do Bumba Meu Boi, e do próprio Pai Francisco, tem raízes profundas e multiculturais. Pesquisas apontam influências que vão desde rituais antigos da Roma e da Europa rural até cultos africanos e indígenas. A palavra "bumba", segundo Câmara Cascudo, vem do congolês e significa pancada ou batida. Com o tempo, essas tradições foram se misturando no Brasil colonial, principalmente entre escravizados e mestiços, dando origem ao que Cascudo chamou de uma criação genial do povo mestiço.
O boi, símbolo central da narrativa, carrega um peso simbólico importante. Presente em diversas culturas, representa força, riqueza e fertilidade. A escolha do animal como ponto de conflito na história reflete essa herança múltipla. É em torno dele que Pai Francisco se movimenta, representando o elo entre o humano e o sagrado, entre o drama pessoal e os dilemas coletivos.
Registros do Bumba Meu Boi no Maranhão datam de pelo menos o início do século XIX. Em 1839, um escravizado foi preso em São Luís por andar com uma armação de boi, e jornais da época já denunciavam as "bagunças" das brincadeiras. Apesar da repressão, a festa sobreviveu.
Como vaqueiro negro, Pai Francisco está ligado à realidade rural e ao passado escravocrata do Maranhão. Para muitos estudiosos, ele é mais que um personagem: representa as estratégias de enfrentamento dos trabalhadores diante das desigualdades. Suas ações misturam comicidade, crítica e coragem, fazendo dele uma figura que encarna o herói popular, o homem simples diante de dilemas morais, e o símbolo de uma cultura que resiste com humor e invenção.

## Desenvolvimento do Personagem

### Na Tradição Oral
No auto do Bumba Meu Boi, Pai Francisco é o vaqueiro da fazenda e marido de Mãe Catirina. Frequentemente chamado de "Negro Chico", sua identidade ressalta aspectos sociais e étnicos presentes na narrativa.
A história se inicia quando Catirina, grávida, manifesta o desejo de comer a língua do boi mais bonito da fazenda. Para atender à esposa, Pai Francisco mata o animal e retira a parte desejada. Em algumas versões, como a do "Boi Sumido", o boi não morre, mas adoece após ser roubado.
O Amo descobre a transgressão e ordena a captura de Pai Francisco, geralmente realizada por vaqueiros ou índios. A punição é evitada quando, após tentativas frustradas de médicos ou padres, um pajé ou curandeiro consegue ressuscitar o boi. O perdão do Amo e a celebração final encerram o ciclo narrativo, simbolizando a restauração da ordem.
As interações de Pai Francisco com personagens como Catirina, o Amo, os perseguidores e o curandeiro estruturam a narrativa e refletem temas como desejo, transgressão, punição e redenção. A história varia conforme a tradição oral local, mantendo um núcleo simbólico comum, mas adaptando personagens e enredos ao contexto de cada região.

### Nos Sotaques do Maranhão
A presença de Pai Francisco no Bumba Meu Boi varia conforme o "sotaque", ou seja, o estilo regional da brincadeira. Em alguns casos ele é personagem principal; em outros, é substituído por figuras como o Palhaço ou os Cazumbás. Essas variações mostram a flexibilidade da tradição, que se adapta à cultura de cada região sem perder sua força.
No sotaque de Matraca, típico de São Luís, ele aparece mascarado, com roupas simples e papel de destaque na trama do boi. No sotaque da Baixada, os Cazumbás, com máscaras animalescas e chocalhos, às vezes assumem seu lugar ou interagem com ele. No Zabumba, especialmente no interior, Pai Francisco pode nem existir, sendo substituído por um Palhaço que conduz cenas cômicas inspiradas em fatos locais.
Nos sotaques de Orquestra e Costa-de-Mão, a narrativa do roubo e ressurreição do boi permanece, com Pai Francisco mascarado e atuando de forma cômica. As máscaras, feitas de tecido, papel ou madeira, variam conforme o estilo e têm papel importante na criação do personagem, seja como figura cômica ou simbólica.
Essas diferenças não fragilizam a tradição, pelo contrário, mostram sua riqueza e capacidade de se renovar sem perder o vínculo com o povo.

### Elementos Cênicos e Performáticos
A figura de Pai Francisco no Bumba Meu Boi se destaca por sua aparência cômica e expressiva. Ele costuma vestir roupas simples e gastas , paletó velho, calça comum e chapéu de palha, que reforçam sua origem humilde e seu vínculo com o campo. Muitas vezes carrega adereços como facão ou espingarda de brinquedo, usados em cenas cômicas ou no momento da "morte" do boi.
Um dos elementos mais marcantes de sua caracterização é o uso da máscara, presente em diferentes sotaques do Bumba. Feitas de tecido, papel ou madeira, essas máscaras variam entre o grotesco e o cômico. Elas escondem o rosto do brincante, permitindo atuações mais livres, irreverentes e até críticas, ao mesmo tempo em que conferem um ar ritualístico à performance. Em grupos como os Cazumbás, a máscara animalizada reforça esse aspecto simbólico.
A voz de Pai Francisco geralmente é alterada, usando falsete ou tons exagerados, o que aumenta o efeito cômico. Suas falas misturam esperteza, humor e desespero, especialmente em cenas com o Amo ou com Catirina. Embora ele nem sempre cante as toadas principais, suas intervenções faladas ou cantadas ajudam a conduzir a narrativa e arrancar risos do público.
Sua atuação é cheia de gestos amplos, danças engraçadas e interação direta com outros personagens e com a plateia. Muitas vezes quebra a quarta parede, buscando risos e cumplicidade. Sua performance exige improviso, presença de espírito e muita habilidade corporal. O resultado é uma figura cômica, popular e profundamente ligada à tradição, que representa, com humor, críticas e verdades do povo.

## Legado e Impacto Cultural
O legado de Pai Francisco é multifacetado, estendendo-se desde sua função primordial na perpetuação do Bumba-Meu-Boi até sua consolidação como um ícone do imaginário popular e objeto de contínuo interesse acadêmico e artístico. A figura de Pai Francisco, com sua trama envolvente que mescla drama, comédia e elementos mágicos, é um dos principais atrativos e elementos de coesão do Bumba-Meu-Boi. Sua história, centrada no desejo, na transgressão e na redenção, contribui decisivamente para a popularidade e continuidade da manifestação ao longo de gerações no Maranhão e em outras regiões do Brasil onde o folguedo se faz presente. A narrativa é facilmente compreensível e ressoa com o público de diversas idades e origens, garantindo o engajamento emocional e a transmissão intergeracional da tradição.
O personagem tem sido, e continua a ser, objeto de inúmeros estudos por folcloristas, antropólogos, sociólogos, historiadores e musicólogos. Estes pesquisadores analisam suas origens, seu complexo simbolismo, suas variações nos diferentes sotaques e o contexto social e histórico em que ele se insere e que ele reflete. Sua figura também inspira artistas plásticos, escritores, músicos e outros criadores, refletindo seu profundo impacto cultural e sua capacidade de estimular a criatividade. Embora os documentos de pesquisa não detalhem extensivamente todas as suas representações, é notório que Pai Francisco e o universo do Bumba-Meu-Boi são temas recorrentes na literatura infantil, nas artes visuais (pinturas, esculturas, xilogravuras, artesanato popular) e, possivelmente, em adaptações teatrais e audiovisuais que buscam retratar a riqueza do folclore brasileiro. A própria inclusão de uma cena de Bumba-Meu-Boi na nota de 50.000 cruzeiros emitida em homenagem a Câmara Cascudo em 1991 atesta a iconicidade da manifestação e, implicitamente, de seus personagens centrais.
Como um personagem negro proeminente, Pai Francisco desempenha um papel importante na afirmação da identidade cultural afro-brasileira, especialmente no Maranhão, onde a cultura de matriz africana possui forte presença e influência. Sua história e performance são elementos centrais na construção e expressão da identidade cultural maranhense, como destacado por pesquisadores como Helidacy Corrêa  e outros. O impacto cultural de Pai Francisco também reside na sua capacidade de evocar tanto o riso quanto uma reflexão mais profunda sobre as condições sociais e humanas que ele representa. Sua história, embora frequentemente apresentada de forma leve e divertida, carrega um subtexto de opressão, dilema moral e luta pela sobrevivência. Enquanto algumas fontes destacam as "contínuas gargalhadas" provocadas por Pai Francisco, outras análises  apontam para a crítica social e o drama inerente à sua situação. Essa dualidade entre o cômico e o trágico é fundamental para seu impacto duradouro, pois permite que ele seja apreciado e interpretado em múltiplos níveis, garantindo sua relevância através do tempo.